# Patrick Nilsson (lärare)
Patrick Isidor Nilsson (i riksdagen kallad Nilsson i Kungsberget), född 19 juli 1892 i Söndrums församling, Hallands län, död 18 januari  1954 i Grimetons församling, Hallands län, var en överlärare och politiker.
Han var ledamot av riksdagens första kammare 1953-1954 och tillhörde bondeförbundet. Han motionerade om ändring i kommunallagen och om statsbidrag till fria läroböcker i folkskolorna.